# Romanos
Romanos là một đô thị ở tỉnh Zaragoza, Aragon, Tây Ban Nha. Theo điều tra dân số 2010 của Viện thống kê Tây Ban Nha (INE), đô thị này có dân số là 133 người. Diện tích đô thị này là 19,53 ki-lô-mét vuông. Đô thị này nằm ở độ cao 922 m trên mực nước biển.